# Agylla obliquisigna
Agylla obliquisigna là một loài bướm đêm thuộc phân họ Arctiinae, họ Erebidae.